# Sébastien Gouëzel
Sébastien Gouëzel é um matemático francês.
Obteve um doutorado na Universidade Paris-Sul em 2004, orientado por Viviane Baladi, com a tese Vitesse de decorrelation et theoremes limites pour les applications non uniformement dilatantes.
Foi Lista de palestrantes do Congresso Internacional de Matemáticos no Rio de Janeiro (2018: Ruelle resonances for pseudo-Anosov maps).